# Gisement de Spraberry
Le gisement de Spraberry (Spraberry Trend) est un grand champ pétrolifère du Bassin permien au centre-ouest du Texas, couvrant en partie six comtés, pour une surface totale d'environ 6 500 km2.  Il est nommé d'après Abner Spraberry, le fermier du comté de Dawson propriétaire du terrain ou fut installé le puits qui a découvert le gisement en 1943. Le gisement de Spraberry est lui-même une partie d'une plus large région productrice appelée Spraberry-Dean Play, dans le bassin de Midland.  L'exploitation de ce gisement a  réellement débuté lors du boom économique d'après-guerre (début des années 1950), en particulier depuis la ville voisine de Midland. Le pétrole de ce gisement fut toutefois difficile à extraire. Après trois années enthousiastes de forage, au cours desquelles la plupart des puits initialement prometteurs ont enregistré des baisses de production rapides et mystérieuses, la région a été surnommée « la plus grande réserve mondiale de pétrole irrécupérable » (« the world's largest unrecoverable oil reserve »).
En 2007, le département de l'Énergie des États-Unis a classé le gisement de Spraberry troisième en termes de réserves prouvées, et septième au niveau de production total. Les estimations totales pour le la zone Spraberry-Dean dépassent 10 milliards de barils (1,6 milliard de mètres cubes), et jusqu'à la fin de 1994, 924 millions de barils (146,9 millions de mètres cubes) ont été extraits,.